# Focene
Focene is een plaats (frazione) in de Italiaanse gemeente Fiumicino. De plaats telt ongeveer 2700 inwoners.